# Christoph Kuhner
Christoph Kuhner (* 5. April 1964 in Saarburg; † 25. September 2020) war ein deutscher Wirtschaftswissenschaftlicher und Hochschullehrer an der Universität zu Köln.

## Leben
Christoph Kuhner studierte Volkswirtschaftslehre an der Rheinischen Friedrich-Wilhelms-Universität Bonn und erlangte dort 1989 den akademischen Grad Diplom-Volkswirt. 1993 wurde er an der Rheinischen Friedrich-Wilhelms-Universität Bonn mit der Dissertation Geschäftszweckgebundene Bewertungskonzeptionen in der externen Rechnungslegung von Unternehmen promoviert. Er war von 1993 bis 1999 Wissenschaftlicher Mitarbeiter am Seminar für das Bank- und Börsenwesen bei Hans-Jacob Krümmel an der Rheinischen Friedrich-Wilhelms-Universität Bonn. 1999 habilitierte er auch an der Ludwig-Maximilians-Universität München und erhielt die Venia Legendi für Betriebswirtschaftslehre.
Kuhner war seit März 2000 Lehrstuhlinhaber am Seminar für Allgemeine Betriebswirtschaftslehre und Wirtschaftsprüfung (Treuhandseminar) an der Wirtschafts- und Sozialwissenschaftlichen Fakultät der Universität zu Köln. Seine Forschungsschwerpunkte waren die Ökonomische Analyse von Rechnungslegungsnormen und des Gesellschafts- und Kapitalmarktrechts sowie Unternehmensbewertung.
Christoph Kuhner starb am 25. September 2020 im Alter von 56 Jahren nach kurzer schwerer Krankheit. Er wurde auf dem Friedhof Friedensaue in Saarburg beigesetzt.

## Schriften (Auswahl)
- Geschäftszweckgebundene Bewertungskonzeptionen in der externen Rechnungslegung von Unternehmen. Duncker und Humblot, Berlin 1994, ISBN 3-428-08067-X (Zugleich: Universität Bonn, Dissertation, 1993).
- Christoph Kuhner / Helmut Maltry: Unternehmensbewertung. Springer, Berlin / Heidelberg / New York 2006, ISBN 978-3-540-28412-3.
- Michael Dobler / Dirk Hachmeister / Christoph Kuhner / Stefan Rammert (Hrsg.): Rechnungslegung, Prüfung und Unternehmensbewertung. Festschrift zum 65. Geburtstag von Professor Dr. Dr. h. c. Wolfgang Ballwieser. Schäffer-Poeschel, Stuttgart 2014, ISBN 978-3-7910-3282-5.